# Nathan Baker
Nathan Luke Baker (23 de abril de 1991) es un exfutbolista inglés que jugaba como defensa.

## Trayectoria
Se formó en la academia del Aston Villa, y ha estado en condición de préstamo en clubes como Lincoln City y Millwall, más recientemente en el mismo Bristol City.
En agosto de 2022 anunció su retirada tras haber sufrido dos lesiones en la cabeza durante la temporada anterior.

## Selección nacional
Internacionalmente, representó a la selección de fútbol de Inglaterra en las categorías sub-19, sub-20 y sub-21.

## Clubes
| Club                        | País       | Año       |
| --------------------------- | ---------- | --------- |
| Lincoln City F. C. (cedido) | Inglaterra | 2009-2010 |
| Aston Villa F. C.           | Inglaterra | 2010-2011 |
| Milwall F. C. (cedido)      | Inglaterra | 2011      |
| Aston Villa F. C.           | Inglaterra | 2012-2015 |
| Bristol City F. C. (cedido) | Inglaterra | 2015-2016 |
| Aston Villa F. C.           | Inglaterra | 2016-2017 |
| Bristol City F. C.          | Inglaterra | 2017-2022 |